# 宮崎市立広瀬小学校
宮崎市立広瀬小学校（みやざきしりつ ひろせしょうがっこう）は、宮崎県宮崎市佐土原町にある公立小学校。通称は広小（ひろしょう）。

## 沿革

### 前史
- 文政8年9月22日（1825年11月2日） - 前身にあたる学習館が開校[1]。
- 明治2年2月（1869年） - 学習館が石崎川南岸熊牟田（佐土原城跡）に移転[2]。
- 1872年（明治5年）8月 - 学習館を川南小学校と称し、公立学校として開校[2]。
- 1877年（明治10年）8月 - 校舎が西南戦争により焼失[2]。

### 広瀬小学校
- 1878年（明治11年）
  - 民家に開校[3]。
  - 3月 - 小松山に新校舎を設け、移転。「広瀬小学校」に改称[2]。
- 1889年（明治22年）2月11日 - 下村に新校舎を設け、移転[3]。
- 1891年（明治24年）4月 - 「広瀬尋常小学校」に改称[3]。
- 1895年（明治28年）8月 - 「広瀬尋常高等小学校」に改称[2]。
- 1910年（明治43年）1月 - 校地を拡張。教室兼式場を1棟落成[4]。
- 1921年（大正10年）3月 - 行啓記念広瀬図書館を開設[4]。
- 1928年（昭和3年）4月25日 - 下田島、下那珂尋常小学校を統合し、下田島尋常小学校跡に分教場を開設[2][5]。
- 1929年（昭和4年）8月 - 下田島20308番地10（現在地）に移転[2]。
- 1941年（昭和16年）4月1日 - 国民学校令により、「広瀬国民学校」に改称[2][6]。
- 1947年（昭和22年）4月 - 学制改革により、「広瀬小学校」に改称[2]。
- 1948年（昭和23年）5月 - 広瀬小学校PTAを発足[2]。
- 1953年（昭和28年）1月 - 学校図書館を整備[2]。
- 1957年（昭和32年）9月 - プ一ルを落成[2]。
- 1958年（昭和33年）4月1日 - 町村合併により「佐土原町立広瀬小学校」に改称[2]。
- 1959年（昭和34年）4月 - 校旗を制定[2]。
- 1960年（昭和35年）
  - 3月 - 北校舎を落成（鉄筋コンクリート造2階建て）[2]。
  - 7月3日 - 校歌を制定[3]。
- 1962年（昭和37年）12月 - 給食室を落成[2]。
- 1963年（昭和38年）
  - 1月11日 - 給食を開始[2]。
  - 4月 - 特殊学級（現在の特別支援学級）を開設[2]。
- 1965年（昭和40年）
  - 3月 - 中校舎を落成（鉄筋コンクリート造2階建て）[2]。
  - 9月 - 宮崎県青少年赤十字に加盟[2]。
- 1970年（昭和45年）7月 - プ－ルを落成（補助プ－ル併設）[2]。
- 1971年（昭和46年）2月 - 中校舎を増築（鉄筋コンクリート造3階建て）[2]。
- 1973年（昭和48年）3月 - 体育館を落成[2]。
- 1975年（昭和50年）3月 - 児童数増加のため、プレハブ校舎を設置[7]。
- 1977年（昭和52年）3月 - 南校舎を落成（鉄筋コンクリート造2階建て）[2]。
- 1979年（昭和54年）4月1日 - 児童数増加のため、宮崎市立広瀬北小学校が分離開校[2][8]。
- 1982年（昭和57年）11月 - 宮崎県健康優良学校として表彰される。宮崎県教育事務所より研究協力校に指定[2]。
- 1983年（昭和58年）5月 - 教材園を設置[2]。
- 1984年（昭和59年）
  - 1月 - 創立106周年、統合55周年を記念し、記念式典の開催、記念誌の発行、記念碑「天っ日」の設置を実施[2]。
  - 4月 - 児童数増加のため、宮崎市立広瀬西小学校が分離開校[2][8]。言語学級（ことばの教室）を開設。樹木園を設置[2]。
- 1987年（昭和62年）3月18日 - 日向灘地震により施設が被災[2]。
- 1991年（平成3年）
  - 3月 - 北校舎を改築[2]。
  - 4月 - 宮崎教育事務所より研究協力学校に指定される（以後複数回）[2]。
- 1998年（平成10年）10月 - インターネットを整備[2]。
- 2001年（平成13年）3月 - 新プールを落成[2]。
- 2002年（平成14年）11月 - 当校PTAが日本PTA全国協議会より表彰される[2]。
- 2003年（平成15年）4月 - 文部科学省より学力フロンティアスクールに指定[2]。
- 2004年（平成16年）12月 - 全国環境美化教育優良校として食品容器環境美化協会より表彰される[2]。
- 2005年（平成17年）9月  - 台風第14号により校舎および体育館が被災[2]。
- 2006年（平成18年）1月1日 - 宮崎市への合併により「宮崎市立広瀬小学校」に改称[8]。
- 2008年（平成20年）6月 - 合唱部を結成[2]。
- 2018年（平成30年）4月 - 児童クラブを開設[2]。
- 2020年（令和2年）4月 - 新型コロナウイルスの感染拡大を受け、5月24日まで臨時休校を実施[2]。
- 2021年（令和3年）4月 - 宮崎市キャリア教育推進モデル校区に指定（3年間）[2]。
- 2022年（令和4年）1月 - タブレット端末を用いたオンライン授業を本格始動[2]。

## 学校行事
主な行事。
- 4月 - 入学式
- 6月 - 宿泊学習（5年生）
- 10月 - 運動会
- 3月 - 卒業式

## 施設概要
主な施設。校地面積は26,899平方メートルである。
- 校舎 - 全棟あわせた総面積は5,826平方メートル[8]。
- 屋内運動場（体育館） - 1973年竣工の鉄筋コンクリート造2階建て[9]。総工費は3,808万円[10]。面積は1,004平方メートル[9]。
- プール - 2001年竣工。大小2つあり、大プールは面積375平方メートル、小プールは面積80平方メートル[8]。
- 校庭 - 面積は10,208平方メートル[8]。

## アクセス

### 鉄道
- JR日豊本線 佐土原駅から徒歩で約12分

### バス
- 「広瀬学校下」停留所（宮崎交通）から徒歩で約3分

## 著名な出身者
- 根井三郎 - 外交官